# Wilhelm Großkurth

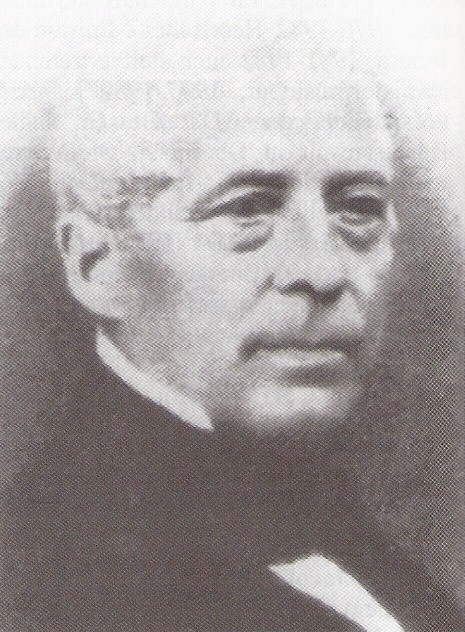
Wilhelm Großkurth

Georg Friedrich Wilhelm Großkurth (auch Großcurth; * 26. April 1808 in Meineringhausen; † 4. August 1875 in Arolsen) war ein deutscher Pfarrer und Landtagsabgeordneter.

## Leben
Wilhelm Großkurth war der Sohn des Gutspächters und Landwirts Christoph Friedrich Großcurth und dessen Ehefrau Johanne Friederike geborene Tewes. Der Gutspächter und Politiker Ferdinand Großkurth (1802–1877) war sein älterer Bruder. Er selbst heiratete am 15. August 1837 in Arolsen Eleonore von Stockhausen.
Wilhelm Großkurth wurde Rektor der höheren Privatschule in Arolsen und später dort Direktor der Bürgerschule. Nach der Märzrevolution war er von 1848 bis 1849 für den III. städtischen Wahlbezirk Mitglied des Landtags des Fürstentums Waldeck (bis 26. Juni 1848) bzw. danach des Landtags des Fürstentums Waldeck und Pyrmont und von 1848 bis 1849 Präsident des Landtags. Von 1868 bis 1873 wirkte er als Pfarrer in Landau.